# Stefano Sturaro
Stefano Sturaro (* 9. März 1993 in Sanremo) ist ein italienischer Fußballspieler. Der Mittelfeldspieler steht zurzeit beim türkischen Fatih Karagümrük unter Vertrag.

## Karriere

### Verein
Sturaro begann das Fußballspielen in der Jugendabteilung seines Heimatvereins US Sanremese Calcio. Ab 2008 gehörte er dann der Jugend des CFC Genua an, in der er bis 2012 aktiv war. Ab 2011 stand Sturaro zudem einige Male im Spieltagskader der ersten Mannschaft des CFC, blieb jedoch ohne Einsatz. Um ihm dennoch Spielpraxis zu ermöglichen, wurde er zur Saison 2012/13 an den FC Modena in die Serie B verliehen. Dort kam er in acht Spielen zum Einsatz.
Zur Spielzeit 2013/14 kehrte Sturaro zum CFC Genua zurück. Er kam für den CFC bereits am 1. Spieltag zum Einsatz, als er bei der 0:2-Niederlage gegen Inter Mailand eingewechselt wurde. Danach wurde Sturaro jedoch kaum mehr eingesetzt, in der Rückrunde konnte er sich allerdings in die Stammelf spielen und kam regelmäßig zum Einsatz. So gelang ihm am 2. März 2014 beim 2:0-Sieg über Catania Calcio sein erster Serie-A-Treffer, insgesamt kam Sturaro in dieser Saison auf 16 Einsätze und ein Tor.
Aufgrund seiner guten Leistungen wurde Juventus Turin beim CFC vorstellig und sicherte sich für 5,5 Millionen Euro die Transferrechte des Mittelfeldspielers. Sturaro blieb jedoch auf Leihbasis in Genua.
Am 2. Februar 2015 wurde die Leihe beendet und Sturaro stieß zum Kader von Juventus Turin. Bei Juventus konnte er sich nicht als Stammspieler durchsetzen und kam in dreieinhalb Jahren auf 64 Serie-A-Spiele, in denen er einen Treffer erzielte.
Zur Saison 2018/19 wechselte Sturaro auf Leihbasis in die portugiesische Primeira Liga zu Sporting Lissabon. Nachdem er in Lissabon nicht zum Einsatz gekommen war, kehrte er Ende Januar 2019 zum CFC Genua zurück. Sturaro wurde am 24. Januar zunächst für 1,5 Millionen Euro bis zum Saisonende ausgeliehen. Anschließend bestand eine Kaufpflicht in Höhe von 8,5 Millionen Euro, die sich durch Bonuszahlungen um acht Millionen Euro erhöhen konnte. Bereits am 6. Februar gab Juventus Turin bekannt, dass der CFC Genua die Transferrechte an Sturaro, der in der Zwischenzeit nicht zum Einsatz gekommen war, für 16,5 Millionen Euro erworben habe. Im Januar 2021 wurde er dann für sechs Monate an Hellas Verona verliehen. Im August 2023 unterschrieb Sturaro einen Vertrag beim türkischen Verein Fatih Karagümrük SK.

### Nationalmannschaft
Sturaro lief 2011 in vier Spielen für die U-18 Italiens auf und erzielte einen Treffer. Im selben Jahr debütierte er zudem für die U-19 Auswahl, für die er bis 2012 insgesamt sechsmal auflief. Am 4. Juni 2014 debütierte er für die U-21-Nationalmannschaft beim 4:0-Sieg über Montenegro.
Ohne ein A-Länderspiel bestritten zu haben, wurde er für die Fußball-Europameisterschaft 2016 in Frankreich in das italienische Aufgebot aufgenommen. Im letzten Vorbereitungsspiel gegen Finnland am 6. Juni 2016 debütierte er. Im Turnier kam er im zweiten Spiel gegen Schweden in den Schlussminuten erstmals zum Einsatz; gegen Irland, als der Gruppensieg bereits rechnerisch feststand, bestritt er sein erstes Länderspiel über 90 Minuten. Wegen einer Verletzung von Daniele De Rossi kam er auch im Viertelfinale zum Einsatz. Er bestritt die komplette Partie und war am Ende neben Torhüter Buffon der einzige Spieler, der nicht im verlorenen Elfmeterschießen antrat. Seit der EM folgte keine weitere Nominierung.

## Erfolge
Juventus Turin
- Italienischer Meister: 2014/15, 2015/16, 2016/17, 2017/18
- Italienischer Pokalsieger: 2014/15, 2015/16, 2016/17, 2017/18
- Italienischer Supercupsieger: 2015